# Берлинерблау, Жак
Жак Берлинерблау (англ. Jacques D. Berlinerblau, род. 06.07.1966, Портленд, штат Мэн, США) — американский профессор. Дважды доктор философии (по ивриту и иудаике и по социологии).
Окончил Нью-Йоркский университет (бакалавр психологии, 1986), там же получил степени по ивриту и иудаике — магистра (1988) и доктора философии (1991). Также в Нью-Йорке в Новой школе социальных исследований (New School for Social Research) получил степени по социологии — магистра (1993) и доктора философии (1999).
В 1998—2002 гг. сотрудник Университета Дрю.
В 1997—2007 годах директор еврейских штудий Колледжа свободных искусств и наук Университета Хофстра (Hofstra University), одновременно профессор.
С 2005 года преподаватель школы дипломатической службы Джорджтаунского университета, с 2006 года директор программы еврейской цивилизации и с 2007 года (полный с 2014 года) профессор еврейской цивилизации.
Состоит в Американской социологической ассоциации.
Атеист. Живёт в Вашингтоне. Жена, два сына.
Автор пяти книг и редактор одной.